# Hans Burkhard von Anweil

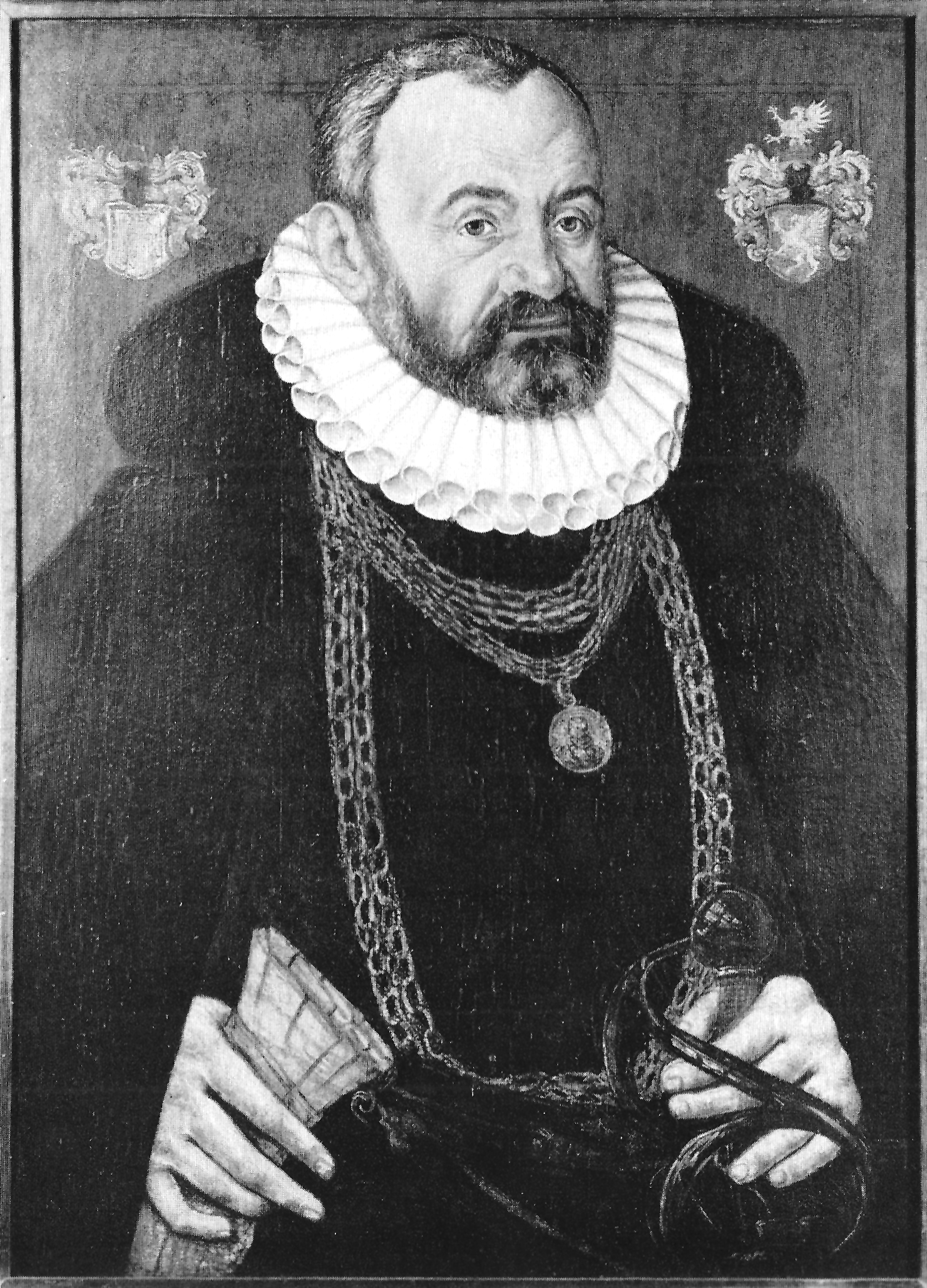
Hans Burkhard von Anweil (Ölbildnis von Hans Ulrich Alt, um 1585, Württembergisches Landesmuseum, Stuttgart) mit einer Gnadenkette Herzogs Ludwigs. Im Hintergrund Wappen: links der Familie Anweil und rechts der Familie Stürtzel von Buchheim. Das Fehlen des Wappens seiner Frau ist ein Hinweis auf die Entstehungszeit des Porträts, als er von der ersten Frau verwitwet und mit der zweiten noch nicht verheiratet war.

Hans Burkhard von Anweil (* um 1531 in Freiburg im Breisgau; † 10. Februar 1593 in Tübingen) war ein deutscher, in Württemberg eingesessener Adliger, herzoglicher Rat, sowie Obervogt von Herrenberg und Beisitzer am Herzoglichen Hofgericht in Tübingen.

## Leben
Hans Burkhard von Anweil stammt aus dem thurgauischen Rittergeschlecht derer von Anweil. Er war der älteste Sohn des Freiburger Bürgermeisters und späteren badischen Landvogtes Hans Albrecht von Anweil und seiner Frau Anna Agathe geborene Stürtzel von Buchheim. Er war spätestens seit 1563 in Württemberg ansässig. Während seiner Ausbildung hielt er sich längere Zeit auch in Paris auf, wo er Sprachen und Jura studierte. Unter Herzog Ulrich war er seit 1563 sein Rat. Unter Herzog Ludwig war er seit 1576 Obervogt von Herrenberg und gleichzeitig Beisitzer des württembergischen Hofgerichts (des höchsten herzoglichen Gerichtes) in Tübingen. Diese Ämter hatte er bis zu seinem Tod inne.
Hans Burkhard von Anweil heiratete 1566 Anna Schilling von Cannstatt, die Anfang der 1580er Jahre verstarb. Etwa 1585 heiratete er Katharina von Stockheim. Aus der ersten Ehe hatte er zwei Töchter. Die zweite Ehe blieb kinderlos.